# Hoàng Xuân Vinh
Hoàng Xuân Vinh (Hanoi, 6 ottobre 1974) è un tiratore a segno vietnamita, vincitore di una medaglia d'oro e di una medaglia d'argento ai Giochi olimpici di Rio de Janeiro 2016.
È il primo atleta vietnamita della storia a vincere una medaglia d'oro ai Giochi olimpici. 

## Palmarès
- Giochi olimpici

Rio de Janeiro 2016: oro nella pistola 10 metri aria compressa e argento nella pistola 50 metri